# Luis Gill
Pour les articles homonymes, voir Gill.
Luis Gill né le 27 novembre 1997, est un joueur allemand de hockey sur gazon. Il évolue au poste d'attaquant au Berliner HC et avec l'équipe nationale allemande.

## Carrière
Il a débuté en équipe nationale première le 3 avril 2021 à Buenos Aires contre l'Argentine lors de la Ligue professionnelle 2020-2021.

## Palmarès
- : 3e à la Ligue professionnelle 2020-2021